# Robert J. Houben
Robert Joseph Houben (Sint-Niklaas, 5 de mayo de 1905 – Kortenberg, 11 de abril de 1992) fue un político belga, miembro del partido social-cristiano, ministro de Sanidad Pública y representante del gobierno belga en distintos organismos internacionales.

## Biografía
Cursó estudios de humanidades en Le Petit Séminaire de su ciudad natal y posteriormente se especializó en Derecho, obteniendo su titulación en la Universidad Católica de Lovaina (1929). Entre 1934 y 1945 fue director de los servicios jurídicos del Ministerio de Trabajo y de Previsión Social. En 1945 dejó los cargos de la Administración para ocupar el puesto de director adjunto del CEPES (Centre d'Etudes Politiques, Economiques et Sociales) del que luego fue nombrado director (1947) y, finalmente, administrador-delegado (1973). De 1947 a 1952 ejerció las funciones de secretario nacional del Partido social-cristiano y entre 1952 y 1974 fue elegido senador por ese partido, del que en el período 1966-1972 ejerció la presidencia. 
En el segundo Gobierno homogéneo del Partido social-cristiano ocupó la titularidad de la cartera del Ministerio de Sanidad Pública y de la Familia. Asimismo, fue profesor honorario de la Universidad Católica de Lovaina. Por otra parte, representó al gobierno belga en diversos organismos internacionales, como en la VII Asamblea General de las Naciones Unidas (1951) y en la Conferencia Internacional del Trabajo (1959), así como en la Comunidad del Carbón y el Acero, en donde actuó como consejero político del grupo demócrata-cristiano.

## Obras
- Code du Traveil et de l'Industrie (1936, en colaboración con Walter Leen)
- Le pacte scolaire et son application (1960, en conjunto con F. Ingham)
- La politique méconnue (1963)
- Le P.S.C. contesté (1963)
- La politique en désarroi (1973)